# Ojaleshi

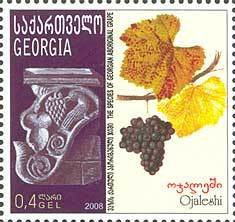
Georgiskt frimärke från 2008

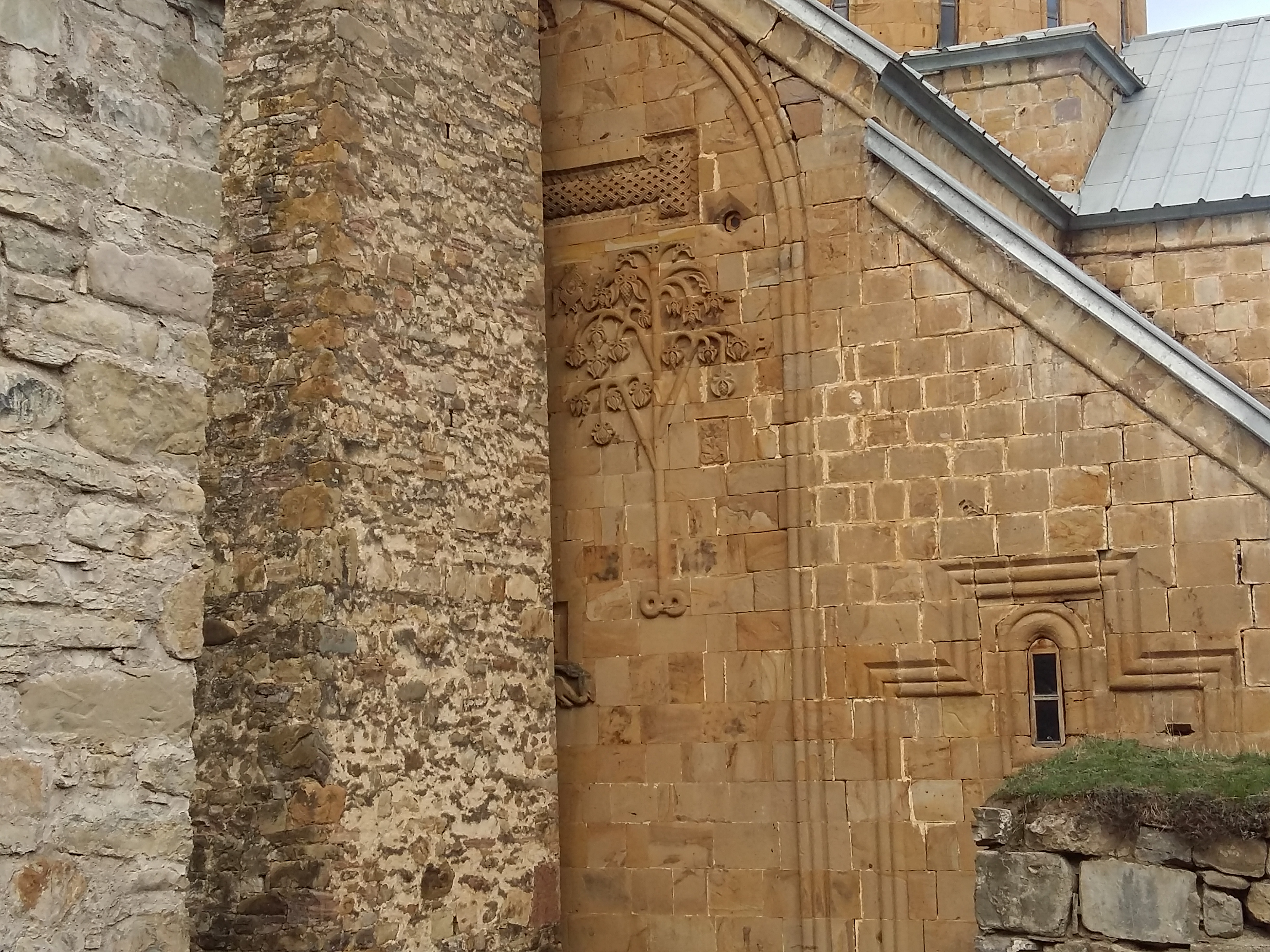
Relief föreställande ett livsträd representerat av vin som växer maghlari. Livet, gud och vin, är tätt sammankopplat i Georgien. Vin är en del av den nationella identiteten. Bilden är från kyrkan i Ananuri i Aragvi.

Ojaleshi (Georgiska: ოჯალეში) är en blå druva som är vanlig i västra Georgien. Den har sitt ursprung i Georgien. Enligt uppgifter som inte går att verifiera beskrevs Ojaleshi redan av de gamla grekerna innan vår tideräknings början. Området Megrelien, Gurien, Abkhazien och Adjarien utgör nämligen det som var det antika Greklands Kolchis. Namnet "Ojaleshi" betyder ungefär "växa upp i träd" på det lokala språket megreliska och det refererar med sannolikhet till odlingsmetoden maghlari, där man låter vinrankan växa upp i ett träd. Enligt den metoden kan en planta ge upp till 30 kg per år. Odlad guyot ger plantan maximum 2 kg, oftast mindre, men det blir mycket bättre kvalitet. Odlad i arbetshöjd på marken blir den såklart också mer lättskördad. Ojaleshi odlades maghlari i byarna i Megrelien och Gurien ända fram till slutet av 1800-talet och början av 1900-talet, då sjukdomar slog ut druvan. Sorten är känslig för svampsjukdomar och vinlusen angriper alla icke amerikanska plantor. Tiden runt förra sekelskiftet var en katastrof för vinodlingen i området.
Ojaleshi påminner mycket om den franska druvan Gamay. Ojaleshi trivs bäst på kalrik jord som t.ex. den runt byn Martvili i Megrelien. Även i Racha-Lekhumi odlas den med framgång i kalkrik jord. Det är en starkväxande sort, vilket namnet antyder. Den mognar sent, typiskt är i slutet av oktober eller början av november. Förr i tiden när man inte kunde reglera temperatur i vinifikationen blev det ofta för kallt och då blev det ett mycket sött vin, men det kunde bli torrt om vädret ville. Nu försöker seriösa producenter få fram ett bra torrt rött som kan produceras stabilt och Ojaleshi kan bli ett mycket bra torrt vin om det får jäsa kontrollerat och sen vila på flaska en tid. Lisa Granik, MW, skriver att hon hoppas få se mer av det. Vin på Ojaleshi görs också i lerkrus, churi, enligt västgeorgisk metod. Det innebär, efter georgisk standard, kort maceration, d.v.s. att jäsning med skalkontakt sker i kanske 30 dagar. I Västra Georgien använder man dessutom inga, eller bara lite, inblandning stälkar i macarationsprocessen. I östra Georgien har man hög inblandning stjälkar vilket ger ännu högre tanninhalt och där fortskrider macerationen mycket längre. Munkarna i klostret Salkhino tillverkar ett utmärkt vin på Ojaleshi, men det går inte att köpa på öppna marknaden. Ojaleshi har sin egen appellation, Salkhino Ojaleshi PDO. Den ligger runt småstaden Martvili i Megrelien (Megrelien heter Samegrelo på engelska och georgiska). Den är en av de senast tillkomna appellationerna i landet och har inrättats efter år 2020.
(Denna sort skall inte förväxlas med Orbeluri ojaleshi som är en helt annan druva som inte är nära besläktad)